# 母亲岛
母亲岛（Isola Madre）宽220米，长330米，是意大利皮埃蒙特大区马焦雷湖博罗梅埃群岛最大的岛屿。岛上有许多建筑物，尤其以其花园而闻名。

## 历史
历史文献表明，在19世纪中叶，岛上有教堂、公墓。现在的花园仍有所谓"死亡的楼梯 "（scala dei morti）。该岛还以栽培橄榄著称；橄榄油可能是用于宗教目的。
1501年，兰斯洛特·博罗梅奥将柑橘从利古里亚引进到岛上种植，还带来一个园丁照顾他们。兰斯洛特开始在岛上建造家族住所，并在1580年代扩建为文艺复兴风格。博罗梅奥宫建于16世纪，兴建在早期教堂、公墓，也许还有圣维多尔城堡（得名于殉道者圣维多尔慕洛）的废墟上。
宫殿四周环绕着占地八公顷的植物园（Giardini Botanici dell'Isola Madre），英式庭园风格。